# Helicostyla smargadina
Helicostyla smargadina је пуж из реда Stylommatophora и фамилије Bradybaenidae.

## Угроженост
Ова врста је крајње угрожена и у великој опасности од изумирања.

## Распрострањење
Ареал врсте је ограничен на једну државу. 
Филипини су једино познато природно станиште врсте.